# RK 62
Rk 62 (též 7.62 RK 62 či M62; Rynnäkkökivääri 62 neboli „útočná puška 62“) je útočná puška vyráběná finskými společnostmi Valmet a SAKO. Je to standardní pěchotní zbraň Finských ozbrojených sil.
Puška Rk 62 byla navržena v roce 1962. Předlohou jí byla licenčně vyráběná polská verze sovětského automatu AK-47. Rk 62 využívá tytéž náboje 7,62 × 39 mm jako kalašnikov. V letech 1965–1994 vyrobily zbrojovky Valmet a Sako celkem 350 000 pušek M62. Tato zbraň se stala vzorem pro vývoj útočné izraelské pušky IMI Galil, s níž má mnoho společného.
RK 95 TP je modernější a vylepšená verze RK 62. Jedním z nejvýraznějších rysů pušek Valmet, včetně M62 a všech následujících variant, je otevřený třísměrný tlumič plamene s výstupkem na bajonet na jeho spodní straně. Kromě tlumení plamene může konec rychle přerušit ostnatý drát zatlačením ústí na drát a vypálením náboje.